# 七十二層奇樓
《七十二层奇楼》，是中国大陆湖南卫视与北京盛唐时空文化传播有限公司联合推出的一档原创文化探秘类真人秀节目，由《盗墓笔记》系列小说的作者南派三叔担任总编剧，为南派三叔进军综艺界的首部作品。节目于2017年3月29日启动录制，2017年5月5日起每週五20:20接档《神奇的孩子》播出。因制作週期问题，节目于5月12日暂停播出一期。

## 节目形式
位于长沙的某座纪念馆内暗藏一栋结构复杂的七十二层奇楼，奇楼内藏有一部记载明朝中叶以前中国古代农业和手工业生产技艺的天工秘术。每期节目将有5－6名固定嘉宾及若干名飞行嘉宾作为探险者走进奇楼，根据节目组给出的线索，冲破层层机关并完成各项挑战，从而找到天工秘术，解开奇楼幻境。同时，探险者们还会在探险过程中体验与感受中华文化。

## 节目成员
| 姓名              | 生日           | 角色   | 参与集数     |
| ----------------- | -------------- | ------ | ------------ |
| 吴亦凡            | 1990年11月6日  | 探险者 | 1－12        |
| 吴磊              | 1999年12月26日 | 探险者 | 1－9、11－12 |
| 赵丽颖            | 1987年10月16日 | 探险者 | 3－12        |
| 任达华            | 1955年3月19日  | 探险者 | 1－10、12    |
| 大张伟            | 1983年8月31日  | 探险者 | 1－2、5－6   |
| 王小利            | 1969年4月28日  | 探险者 | 1－12        |
| 刘畅              | 1993年4月15日  | 助手   | 1－8         |
| 庫都斯江·艾尼娃爾 | 1997年9月6日   | 助手   | 1－5、7－8   |

## 节目内容

### 第一期
| 首播日期 | 2017年5月5日     | 拍摄地点         | 湖南张家界（槟榔谷、苦竹寨） |
| 飞行嘉宾 | 陈伟霆           | 陈伟霆           | 陈伟霆                       |
| 分组情况 | 无分组（团体战） | 无分组（团体战） | 无分组（团体战）             |
| - 任务1－矿洞探险 - 六位探险者乘坐矿车进入矿洞，并破解洞中的重重机关。 - 任务2－逃出密室 - 六位探险者分别进入六间不同的密室，在取得各自的线索后方可走出密室。 - 任务3－为九大行星排序 - 现场出现十颗大小不一、颜色各异的皮球，分别代表太阳及太阳系九大行星。六位探险者需要将皮球堆放至指定位置。 - 任务4－帮助琉璃城居民度过难关 - 六位探险者来到一个位于溶洞内的“小人国”——“琉璃城”，并为城内的“居民”洗衣做饭，以及帮助他们度过自然灾害。 - 陈伟霆于完成该任务后退出接下来的录制。 - 任务5－收集印章图案 - 六位探险者根据在密室中收集到的四幅卷轴，在板凳村找到并收集四枚指定的印章图案。 - 任务6－逃出板凳村 - 六位探险者各自通过不同的障碍后在湖边集合。 - 任务7－取得龙珠 - 六位探险者需爬上用板凳拼接而成的梯子，并取出盘旋在梯子上的龙形道具口中的龙珠。 |                  |                  |                              |
| 天工秘术 | 板凳龙           | 板凳龙           | 板凳龙                       |

### 第二期
剧情改编自中国童话故事《神笔马良》。
| 首播日期 | 2017年5月19日                                                         | 拍摄地点                                                              | 湖南张家界（天门山、芙蓉镇、云顶会）                                  |
| 飞行嘉宾 | 陈伟霆、朦胧                                                          | 陈伟霆、朦胧                                                          | 陈伟霆、朦胧                                                          |
| 分组情况 | 兄弟队：吴亦凡、吴磊、大张伟、王小利 少年队：任达华、朦胧、刘畅、娃尔 | 兄弟队：吴亦凡、吴磊、大张伟、王小利 少年队：任达华、朦胧、刘畅、娃尔 | 兄弟队：吴亦凡、吴磊、大张伟、王小利 少年队：任达华、朦胧、刘畅、娃尔 |
| - 任务1－解救王小利 - 王小利被困于朝堂中。朝堂中央设有一处圆台，五位探险者可使用娃娃机装置将其中任何一位成员传送进入朝堂，把指证王小利的人衣服换到自己身上取代他们，才能帮助王小利逃出朝堂，娃娃机只能在圆台上吊人。探险者身边设有一根蜡烛和五根火柴，只有将蜡烛点亮方可启动朝堂。倘若蜡烛熄灭，则朝堂中的所有人将全部静止。 - 结果：王小利成功逃出朝堂。而任达华被留在朝堂内，记忆被封存于画中，并自动成为少年队。 - 后续：陈伟霆于完成该任务后选择留在朝堂内，为任达华选出少年队的其他三位成员，之后退出接下来的录制。 - 任务2－寻找“船票” - 八位探险者被分为兄弟队和少年队。前往景祯阁最近的水路上停靠有两艘船，每艘船最多只能容纳三人。八位探险者需前往一座废弃工厂寻找位于线索瓶中的代表自己的人形玩偶，凭该玩偶即可乘船前往景祯阁，继续寻找关于神笔的线索。 - 结果：少年队的任达华、于朦胧、娃尔以及兄弟队的大张伟顺利找到自己的人形玩偶，兄弟队的吴磊、王小利从少年队手中拿到自己的人形玩偶，以上六人乘船前往景祯阁。少年队的刘畅与兄弟队的吴亦凡则骑自行车前往芙蓉镇与其他队员汇合。 - 任务3－寻找关于神笔的线索 - 两队队员需分别前往米豆腐店、中药铺、摆手堂等地，完成指定任务后可获得一条关于神笔的线索。将全部线索集齐后可返回景祯阁领取苗绣拍卖会入场券。凭入场券可进入位于拍卖会现场三楼的经理室，打开保险柜并取得关键线索。 - 结果：兄弟队率先完成中药铺任务，获得完整的《神笔马良》绘本，找到保险柜钥匙的方法就藏于绘本中，而少年队则只得到残缺绘本。两队在完成摆手堂任务后得到天门山索道门票各一张，但少年队的门票被兄弟队抢走，故两条重要线索（存放保险柜钥匙和保险柜的房间号以及奥特贴一张）被兄弟队得到。 - 后续：少年队的任达华率先进入V08房间破解迷宫阵，及后兄弟队的吴磊对其使用奥特贴，使其被冻结10分钟，最终吴磊成功破解迷宫阵并取得保险柜钥匙。兄弟队及后于V19房间打开保险柜并从刻有线索的石块上得知神笔正在张家界市内展览，率先前往下一任务地点，少年队则在冻结时间结束后前往下一任务地点。 - 任务4－取得神笔 - 张家界市内存放有几方尚未激活的青铜器。青铜器激活后周围会出现六名戴着玉牌的守卫巨人，只有一名巨人身上佩戴的是真正的占领玉牌，抢到占领玉牌的队员可以占领一方青铜器，而只有绿色光柱下的青铜器才是神笔的所在之处。如神笔最终被兄弟队拿到，即可在任达华的画像上点上眼珠，从而帮助任达华恢复记忆。反之，则兄弟队的所有成员都将被封存于画中。 - 守卫可对队员使用静默卡，被贴上静默卡的队员必须原地静止30秒。 - 结果：兄弟队胜利，得到神笔，任达华最终恢复记忆。 |                                                                       |                                                                       |                                                                       |
| 天工秘术 | 中国书画技艺                                                          | 中国书画技艺                                                          | 中国书画技艺                                                          |

### 第三期
剧情改编自《后汉书·仪礼志》中关于“伯奇食梦”的记载。
| 首播日期 | 2017年5月26日 | 拍摄地点 | 浙江宁波（花岙岛） |
| 飞行嘉宾 | 周海媚        | 周海媚   | 周海媚             |
| 分组情况 |               |          |                    |
| - 任务1－逃离水缸阵 - 五位探险者需在十分钟倒计时结束之前将水引流至外围水道，否则将被留在水缸阵内。 - 任务2－逃出密室 - 五位探险者分别进入五间不同的密室，在取得各自的线索后方可走出密室。 |               |          |                    |
| 天工秘术 | 造船术        | 造船术   | 造船术             |

### 第四期
| 首播日期 | 2017年6月2日 | 拍摄地点 | 浙江宁波 |
| 飞行嘉宾 | 无           | 无       | 无       |
| 分组情况 |              |          |          |
| 本期的节目中，探秘团成员为了理清自己的身份，来到搬砖厂完成搬砖任务，在茫然状态中吴亦凡就被分配成了搬砖工，需要在赵丽颖和任达华的监督下完成200块砖的任务。心系任务的吴亦凡为了能够快速完成任务，亲自寻找失踪的“砖机”。赵丽颖也女汉子上身，亲自下场搬砖。 |              |          |          |
| 天工秘术 |              |          |          |

### 第五期
| 首播日期 | 2017年6月9日 | 拍摄地点 | 宁夏中卫 |
| 飞行嘉宾 | 侯明昊       | 侯明昊   | 侯明昊   |
| 分组情况 |              |          |          |
| 这一期，所有成员被放到沙漠寻找“沙漠之眼”。吴亦凡、吴磊、侯明昊所组成的“木队”，需要从“二十八星宿”中准确找到“女宿”下埋藏的醋，并且在最后时刻奔袭于各个“烽火台”点亮烽火台，燃起象征为“沙漠之眼”的孔明灯。 |              |          |          |
| 天工秘术 |              |          |          |

## 收视率
| 中国大陆 湖南卫视 首播收视率 |               |        |          |       |           |           |           |                          |
| 集數                         | 播出日期      | CSM52  | CSM52    | CSM52 | CSM全国网 | CSM全国网 | CSM全国网 | 備註                     |
| 集數                         | 播出日期      | 收視率 | 收視份額 | 排名  | 收視率    | 收視份額  | 排名      | 備註                     |
| 1                            | 2017年5月5日  | 0.736  | 2.34     | 7     | 0.94      | 3.18      | 2         |                          |
|                              | 2017年5月12日 |        |          |       |           |           |           | 因制作週期问题，暂停播映 |
| 2                            | 2017年5月19日 | 1.062  | 3.47     | 3     | 0.92      | 3.13      | 1         |                          |
| 3                            | 2017年5月26日 | 1.286  | 4.34     | 1     | 0.72      | 2.67      | 1         |                          |
| 4                            | 2017年6月2日  | 1.477  | 4.74     | 1     | 0.94      | 3.29      | 1         |                          |
| 5                            | 2017年6月9日  | 1.218  | 4.09     | 1     | 0.95      | 3.33      | 1         |                          |
| 6                            | 2017年6月16日 | 1.248  | 4.18     | 1     | 1.06      | 3.72      | 1         |                          |
| 7                            | 2017年6月23日 | 1.233  | 4.04     | 1     | 1.23      | 4.27      | 1         |                          |
| 8                            | 2017年6月30日 | 0.685  | 2.26     | 3     | 1.15      | 4.04      | 2         |                          |
| 9                            | 2017年7月7日  | 1.403  | 4.78     | 1     | 1.15      | 4.04      | 2         |                          |
| 10                           | 2017年7月14日 | 1.512  | 5.05     | 1     | 1.54      | 5.52      | 1         |                          |
| 11                           | 2017年7月28日 | 1.288  | 4.23     | 3     | 1.59      | 5.66      | 1         |                          |
| 12                           | 2017年6月2日  | 1.330  | 4.56     | 1     | 1.52      | 5.52      | 1         |                          |

1. 同时段或交叉时段主要节目：
  - 浙江卫视：《奔跑吧》
2. 数据由广视索福瑞提供，调查范围为四岁以上之观众。
3. 以上收视排名不包括央视在内。
4. 资料来源：卫视这些事儿、卫视小露电、TV未知数。
5. 排名为週五晚间所有综艺节目的排名，并不一定为同一时段。

## 综艺节目的变迁
| 中国大陆 湖南卫视 每週五 20:20－22:00                         | 中国大陆 湖南卫视 每週五 20:20－22:00               | 中国大陆 湖南卫视 每週五 20:20－22:00 |
| ------------------------------------------------------------- | --------------------------------------------------- | ------------------------------------- |
|                                                               | 七十二层奇楼 （2017年5月5日－2017年7月28日[b]）     |                                       |
| 神奇的孩子（20:30－22:00） （2017年2月3日－2017年4月21日[a]） | 我们来了（第二季） （2017年8月4日－2017年10月20日） |                                       |

- ^  a. 2017年4月28日19:30播出《思美人》第一集，20:45播出《人民的名义》大结局。
- ^  b. 因制作週期问题，节目于5月12日暂停播映。